# Ercolina (pera)
Ercolina es un cultivar moderno de pera europea Pyrus communis Es de origen italiano y se ha originado por mutación genética y cruzamiento mediante semilla. Es autocompatible y puede polinizar con 'Williams' y 'Passa Crassane'. Se produce principalmente en Francia y en España.

## Sinonimia
- Pera Ercolini
- Pera Hercolini
- Pera Coscia

## Origen
Esta pera de agua ercolina es originaria de Italia. Ya se tenían noticias de ella en el siglo XVI.

## Descripción de la fruta
La pera 'Ercolina' es una fruta de forma algo peculiar, literalmente periforme cónica. La piel es muy fina por lo que también se la puede comer si se lava con abundante agua.
Su fruto tiene unas características atractivas y agradables, desde la vista al paladar, es de tamaño medio, de color amarillo sobre fondo verde, y con zonas rojizas donde más sol recibe.
Su carne es blanca, tersa, muy jugosa, con un sabor dulce, y también aromática. Es una pieza de fruta ideal para todo tipo de dietas, muy adecuada para que los niños se aficionen a comer fruta, por su tamaño, por su sabor y por supuesto, por su aporte nutricional.

## Cultivo
La variedad de pera ercolina se considera de recolección precoz, puede iniciarse su cosecha en el mes de julio. 
La recolección de esta fruta generalmente se realiza antes de que dé inicio la maduración, ésta va progresando desprendida del árbol, recomendando su conservación a unos 18-20 °C, sin estar guardadas en bolsa.

## Zona de producción
En Francia, las zonas de producción de esta variedad se encuentran principalmente en el Sur de Francia.
Esta variedad de pera se cultiva en varias regiones españolas, principalmente en Aragón, Castilla y León, Cataluña, Extremadura, La Rioja y Murcia. Es en esta última donde se realiza la mayor producción (de España y de Europa), además de ser una región tradicional de cultivo de pera, uno de sus municipios tiene la Denominación de Origen Protegida de la pera de la variedad 'Ercolina', es la Pera de Jumilla.

## Pera de JumillaD.O.P.
La pera 'Ercolina' tiene la D.O.P. para la Pera de Jumilla (Región de Murcia, España), que se cultiva en esta zona. 
El Consejo Regulador dicta que para que las peras obtengan el sello de calidad de la Denominación de Origen, su diámetro debe ser de 58 mm para la categoría Extra y, para la categoría I, uno superior a los 52 mm.
Cabe destacar además que el municipio de Jumilla es la zona de mayor cultivo de esta variedad de pera de toda Europa, con 932 ha de extensión utilizadas para el cultivo.

## Variedades

Peras 'Ercolina'
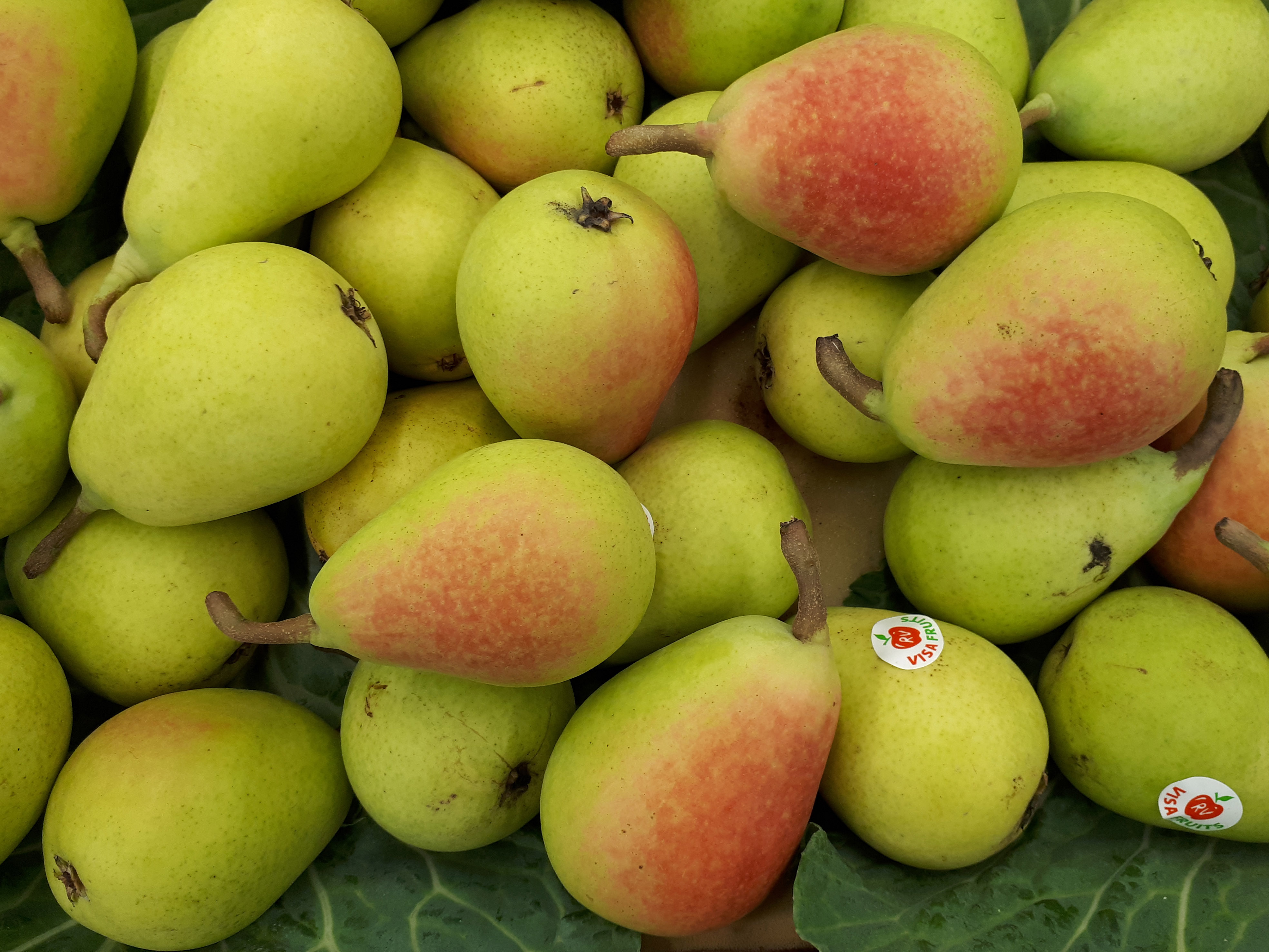
Peras 'Ercolina' D.O.P. Jumilla.
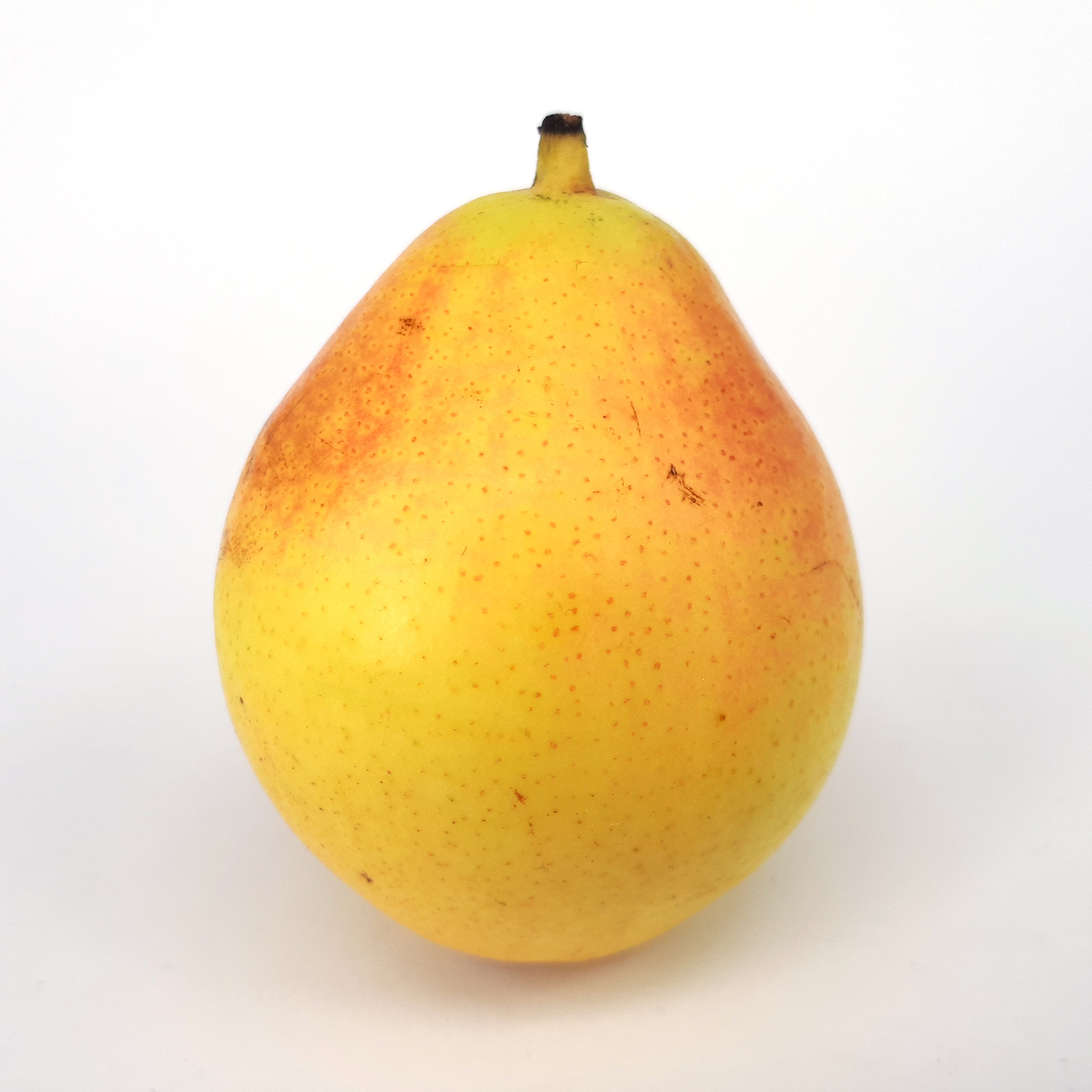
Pera 'Ercolina'.
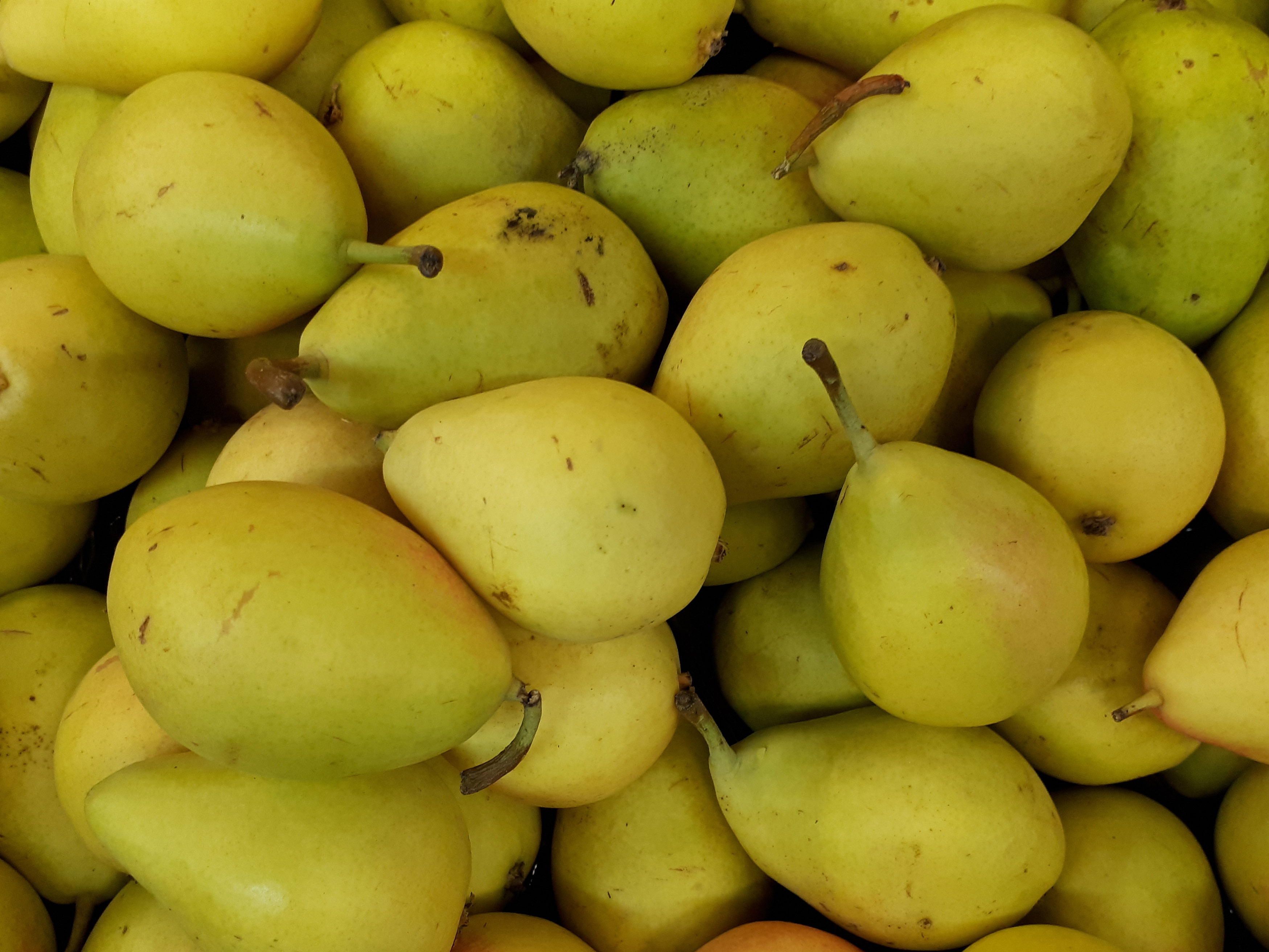
Peras 'Ercolina'.